# Терлещина
Терле́щина (до 1976 — Арпас) — село в Україні, в Броварському районі Київської області. Населення становить 16 осіб (2001), 9 осіб (2009), 8 осіб (2021).

## Історія
Село Арпас було засновано 1939 року як відділення Червоноармійського цукрозаводу. Оскільки воно виникло на полях між селами Аркадіївка та Пасківщина, воно здобуло назву Арпас - АРкадіївка-ПАСківщина. 1975 року село приєднано до Аркадіївки, а 1976 року назву Арпас змінено на Терлещина. Назва пішла від Терлещанського лісу площею 0,68 га, що знаходиться неподалік.
Терле́щина — Арпас є на мапах 1941 (радгосп Арпас) та 1992 років